# Eucrostes indigenata
Eucrostes indigenata ist ein Schmetterling (Nachtfalter) aus der Familie der Spanner (Geometridae).

## Merkmale

### Falter
Die Flügelspannweite der männlichen Falter einer ersten Generation beträgt 14 bis 16 Millimeter, diejenige der Weibchen 18 bis 20 Millimeter. Weitere Generationen ergeben kleinere Individuen. Sämtliche Flügel sind kräftig grün gefärbt, gelegentlich leicht gelblich überstäubt. Die Fransen haben eine rostrote Farbe, die zuweilen bis in den Saumbereich reicht. Vorderrand und Saumlinie sind gelb. Bei einigen Exemplaren sind undeutliche weiße Querlinien sowie sehr kleine rote Mittelpunkte vorhanden. Die Fühler der Männchen sind zu zwei Dritteln von der Wurzel beginnend gekämmt.

### Raupe
Jüngere Raupen haben eine gelbliche, erwachsene eine grünliche Färbung. Im vorderen und hinteren Bereich sind sie rot. Arttypisch sind mehrere rötliche Rückenwarzen.

### Ähnliche Arten
Da Eucrostes disparata im tropischen Afrika lebt, lassen sich die Falter anhand der unterschiedlichen Vorkommensgebiete zweifelsfrei zuordnen.

## Geographische Verbreitung und Vorkommen
Eucrostes indigenata ist im gesamten Mittelmeerraum verbreitet. Im Binnenland wurde die Art in Mazedonien und Ungarn nachgewiesen. Die ssp. Eucrostes indigenata lanjeronica Hausmann, 1996 kommt in Südspanien und Algerien vor. Hauptlebensraum der Art sind warme Küstengebiete.

## Lebensweise
Die Falter erscheinen in zwei Generationen, in klimatisch günstigen Gebieten können auch drei Generationen auftreten. Dadurch ergibt sich eine lang gestreckte Flugzeit von April bis Oktober. Auf Malta wurden die Falter sogar noch Anfang November beobachtet. Nachts fliegen sie künstliche Lichtquellen an, wobei der Anteil der Weibchen etwa 30 % beträgt. Die Raupen ernähren sich von Wolfsmilcharten (Euphorbia) und überwintern.